# Yakuza Demon
Pour plus de détails, voir Fiche technique et Distribution.
Yakuza Demon (鬼哭, Kikoku) est un film japonais de yakuza écrit par Shigenori Takechi, réalisé par Takashi Miike et sorti en 2003.

## Fiche technique
- Titre : Yakuza Demon
- Titre original : 鬼哭 (Kikoku)
- Réalisation : Takashi Miike
- Scénario : Shigenori Takechi
- Production : Saburō Naitō
- Société de production : Art Port et Sedic
- Pays :  Japon
- Genre : Action et yakuza eiga
- Durée : 100 minutes
- Dates de sortie : 
  -  Japon : 25 juin 2003

## Distribution
- Mickey Curtis
- Ken'ichi Endō
- Renji Ishibashi
- Kōichi Iwaki
- Hiroshi Katsuno
- Ryōsuke Miki
- Yasukaze Motomiya
- Kazuya Nakayama
- Yōko Natsuki
- Gorō Oohashi
- Mikio О̄sawa
- Hideki Sone
- Riki Takeuchi : Seiji
- Tetsurō Tanba
- Columbia Top
- Yūta Sone : Yoshi